# Roman Hofer (Freestyle-Skier)
Roman Hofer (* 26. Mai 1976) ist ein ehemaliger österreichischer Freestyle-Skier. Er war auf die Disziplin Skicross spezialisiert.

## Biografie
Zu Beginn seiner Sportkarriere war Hofer ein alpiner Skirennläufer, größere Erfolge blieben jedoch aus. Er wechselte zur Disziplin Skicross und debütierte am 30. November 2002 im Freestyle-Weltcup. Beim ersten Skicross-Weltcuprennen der Geschichte in Tignes belegte er den 12. Platz, was zugleich den Gewinn der ersten Weltcuppunkte bedeutete. In der darauf folgenden Saison 2003/04 etablierte sich Hofer an der Weltspitze. Am 18. Januar 2004 erzielte er als Zweiter in Laax seine erste Podestplatzierung. Mit zwei weiteren Podestplätzen belegte er schließlich den 3. Platz in der Disziplinenwertung.
In der Saison 2004/05 fuhr Hofer im Weltcup dreimal unter die besten zehn. Erfolgreicher verlief für ihn die Saison 2005/06. Er entschied die erstmals ausgetragenen österreichischen Skicross-Meisterschaften für sich und gewann am 12. März 2006 in der Sierra Nevada das einzige Mal ein Weltcuprennen. In der Skicross-Disziplinenwertung belegte er den zweiten und in der Gesamtwertung den dritten Platz. Im Winter 2006/07 ging Hofer im Weltcup lediglich einmal an den Start. Bei der Weltmeisterschaft 2007 in Madonna di Campiglio verpasste er als Vierter knapp eine Medaille und trat danach vom Spitzensport zurück.

## Erfolge

### Weltmeisterschaften
- Ruka 2005: 13. Skicross
- Madonna di Campiglio: 4. Skicross

### Weltcup
- Saison 2003/04: 3. Skicross-Weltcup, 9. Gesamtweltcup
- Saison 2004/05: 6. Skicross-Weltcup
- Saison 2005/06: 2. Skicross-Weltcup, 3. Gesamtweltcup
- 5 Podestplätze, davon 1 Sieg:

| Datum         | Ort           | Land    |
| ------------- | ------------- | ------- |
| 12. März 2006 | Sierra Nevada | Spanien |

### Weitere Erfolge
- Österreichischer Skicross-Meister 2006